# 酸性酸化物
酸性酸化物（さんせいさんかぶつ）とは、水と反応して酸を生じるか、塩基と反応して塩を生じる非金属元素または酸化数の大きな金属元素の酸化物である。しばしば酸無水物と混同される。
酸性酸化物には以下のものがある。
- 二酸化炭素 - 水と反応して炭酸を生じ、塩基と反応して炭酸塩を生じる。
- 二酸化硫黄 - 水と反応しても亜硫酸は不安定であるため生じないが、塩基と反応して亜硫酸塩を生じる。
- 二酸化ケイ素 - 水とは反応しないが、塩基と反応してケイ酸塩を生じる。
- 三酸化クロム - 水と反応してクロム酸および二クロム酸を生じ、塩基と反応してクロム酸塩が生じる。

## 無水物のような酸性酸化物
いくつかの酸性酸化物は水と反応して明確な酸を形成する。その反応式は、
EOx + yH2O → H2yEOx+y
しかし、正確な化学量論は場合によって異なる。しばしば酸は溶液中でのみ存在できるものがある。例えば、橙色の酸化レニウム(VII)は水に溶けて無色となり、酸性の過レニウム酸イオン溶液となるが、遊離酸の過レニウム酸(HReO4)は単離できない。
| 酸性酸化物                      | 水和酸                  |
| ------------------------------- | ----------------------- |
| 七酸化二塩素, Cl2O7             | 過塩素酸, HClO4         |
| 五酸化二塩素, Cl2O5             | 塩素酸, HClO3           |
| 三酸化二塩素, Cl2O3             | 亜塩素酸, HClO2         |
| 一酸化二塩素, Cl2O              | 次亜塩素酸, HClO        |
| 三酸化硫黄, SO3                 | 硫酸, H2SO4             |
| 三酸化セレン, SeO3              | セレン酸, H2SeO4        |
| 二酸化セレン, SeO2              | 亜セレン酸, H2SeO3      |
| 三酸化テルル, TeO3              | テルル酸, Te(OH)6       |
| 二酸化テルル, TeO2              | 亜テルル酸, H2TeO3      |
| 五酸化二窒素, N2O5              | 硝酸, HNO3              |
| 三酸化二窒素, N2O3              | 亜硝酸, HNO2            |
| 五酸化二リン, "P2O5" i.e. P4O10 | リン酸, H3PO4           |
| 三酸化リン, "P2O3" i.e. P4O6    | 亜リン酸, H3PO3         |
| 五酸化ヒ素, As2O5               | ヒ酸, H3AsO4            |
| 三酸化二ヒ素, As2O3             | 亜ヒ酸, H3AsO3          |
| 二酸化炭素, CO2                 | 炭酸, H2CO3             |
| 二酸化スズ, SnO2                | スズ酸, H2SnO3          |
| 酸化ホウ素, B2O3                | ホウ酸, H3BO3           |
| 酸化マンガン(VII), Mn2O7        | 過マンガン酸, HMnO4     |
| 酸化テクネチウム(VII), Tc2O7    | 過テクネチウム酸, HTcO4 |
| 酸化レニウム(VII), Re2O7        | 過レニウム酸, HReO4     |

## 二酸化ケイ素
二酸化ケイ素は特殊なケースで、水、酸（フッ化水素酸を除く）、塩基とも反応しない。実際は熱濃アルカリ溶液にはゆっくり溶け、高温高圧条件において水和する。アルカリ水溶液によるガラス（不純物を含むシリカ）の遅いエッチングは実験室では重要となる。
融解水酸化ナトリウムと反応してケイ酸ナトリウムを与えることから、他の第14族元素の二酸化物のように酸性酸化物として見ることができる。
2NaOH + SiO2 → Na2SiO3 + H2O